# Norrköpings spårväg

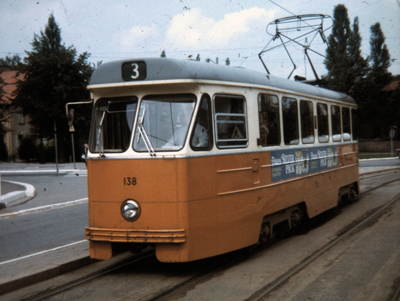
Modell M67, 1973

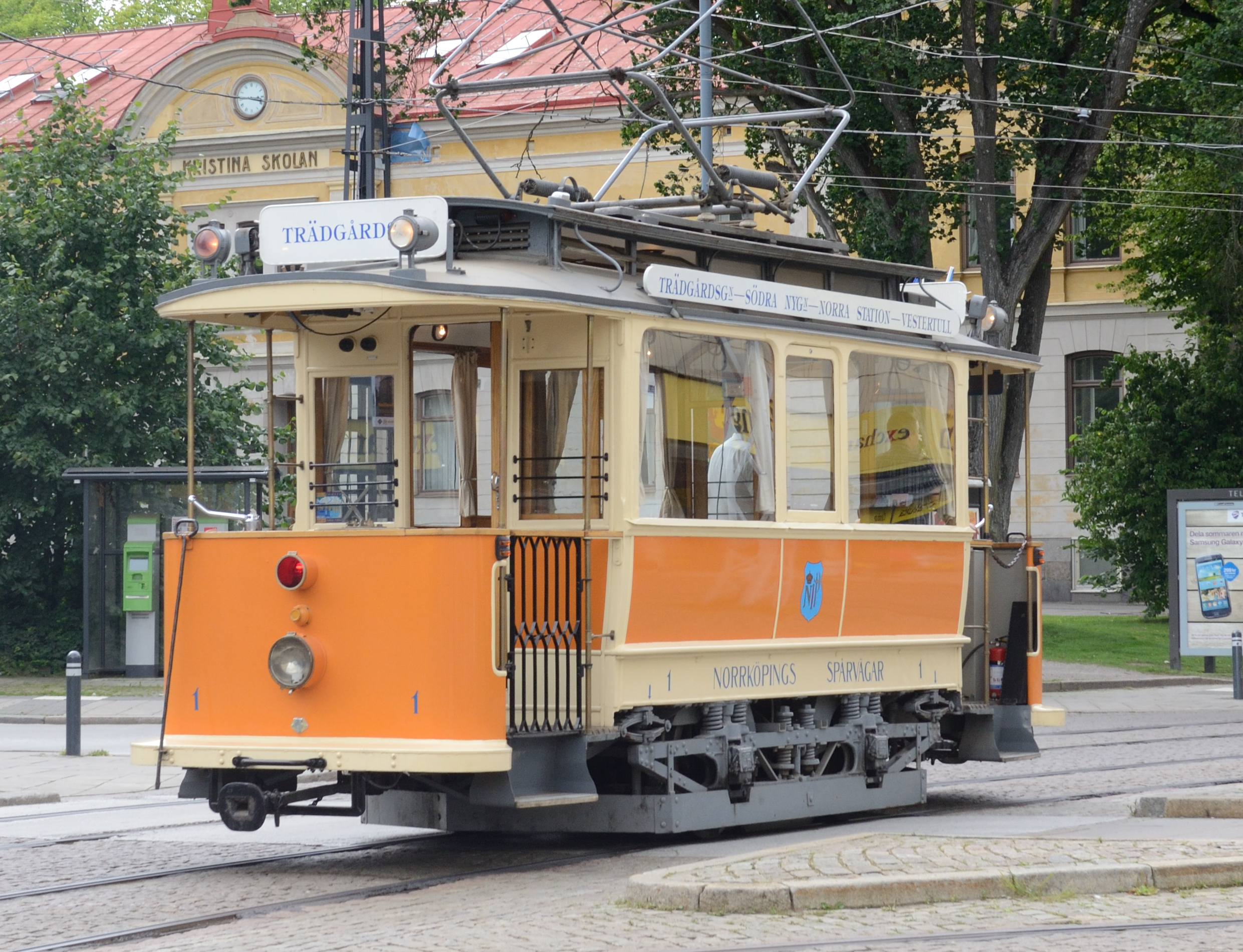
Veteranspårvagnen nr 1, tillverkad av ASEA 1903, framför Kungsgårdsgymnasiet

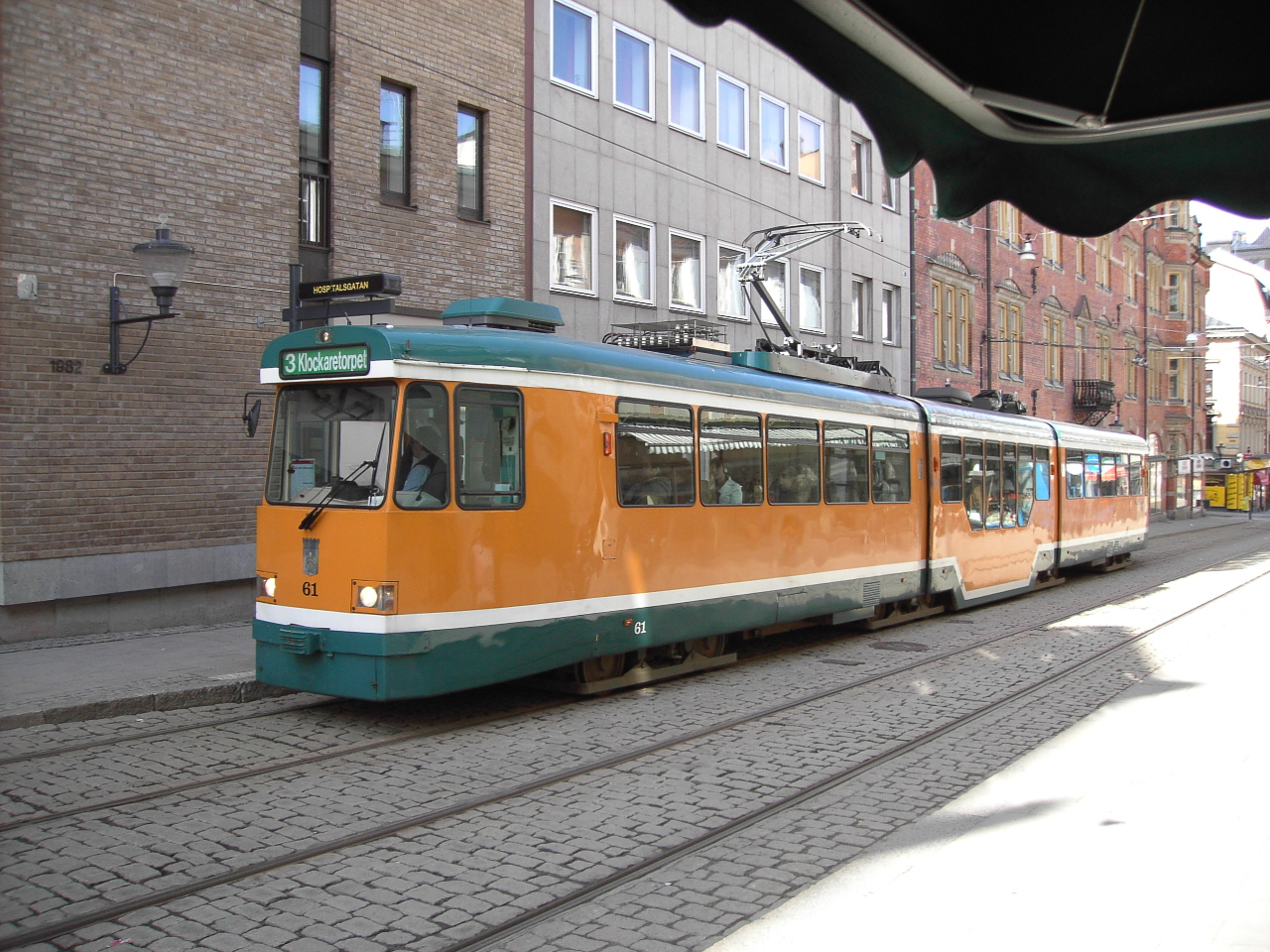
Vagn nummer 61, en M97, Düwag GT8, på linje 3

Norrköpings spårväg öppnades för trafik 1904 och består idag av två linjer: linje 2 (röd) och linje 3 (grön). 
Antal resenärer 2019 var 5 470 000 och trafiken finansieras till cirka 70% av biljettintäkter.

## Nuvarande trafik

### Översikt
I tabellen nedan redovisas den uppskattade linjelängden i kilometer räknat. Endast de spår som används i daglig linjetrafik har beräknats, med undantag för övergångsspår, vändslingor och uppställningsspår. Dubbelspår gör ingen skillnad för längden. 
| Linje  | Sträcka | Längd                             | Hållplatser | Karta              |
| ------ | --- | --------------------------------- | ----------- | ------------------ |
| 1      | Museilinje som sommartid trafikeras av Svenska Spårvägssällskapet. I folkmun Gamla ettan.                                                                                     | 4,9 km                            |             |                    |
| 2      | Fridvalla - Eneby - Hagaskolan - Marielund - Norr Tull - Resecentrum - Rådhuset - Östra Promenaden - Söder Tull - Ljura - Trumpetaregatan (Hageby) - Ringdansen - Kvarnberget | 11,8 km                           | 32          | Sträckning linje 2 |
| 3      | Vidablick - Sandbyhov - Hagaskolan - Marielund - Norr Tull - Resecentrum - Rådhuset - Drottninggatan - Söder Tull - Folkets Park - SMHI - Klockaretorpet                      | 9,2 km                            | 26          | Sträckning linje 3 |
| Totalt | (32 + 26 - 8 gemensamma i daglig trafik) | 18,7 km (varav 2,3 km gemensamma) | 50          |                    |

### Linje 1

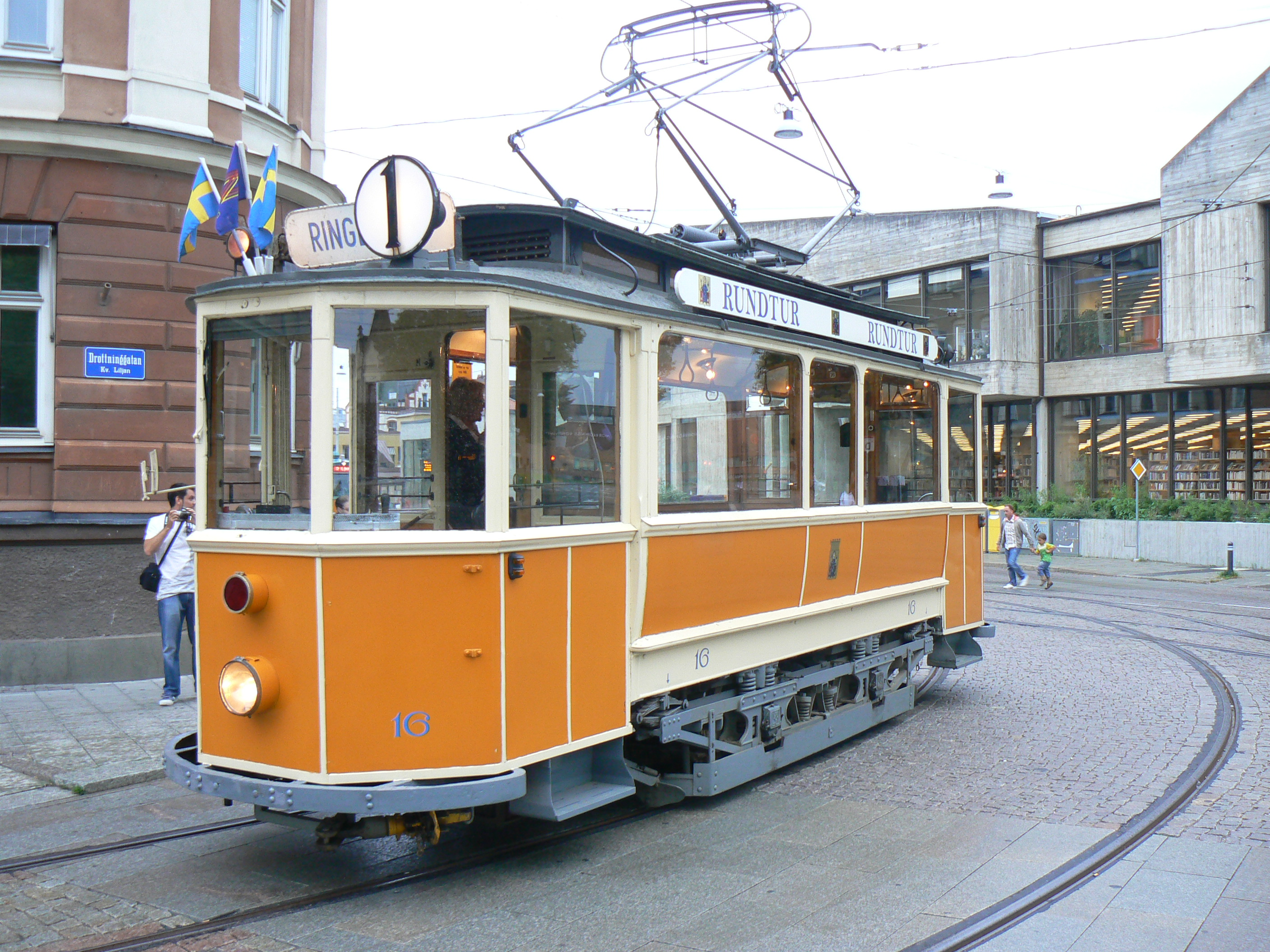
"Göteborgsvagnen" nr 16, veteranspårvagn tillverkad av ASEA 1903, som idag (2019) används i museitrafik

Linje 1 utgår normalt från Söder Tull, trafikerar Drottninggatan norrut till Norr Tull för vändning, går via uppställningsspåret i Norra Promenaden tillbaka till Rådhuset och tar medsolsvarvet över Öster åter till Söder Tull. Det är längden av denna sträcka som redovisas i tabellen ovan. Även andra sträckningar förekommer, särskilt vid ombyggnader av spåranläggningen. Linjen trafikeras huvudsakligen sommartid, ofta två gånger i veckan, men sätts även in vid särskilda evenemang i staden som till exempel kulturnatten och julhandeln.

### Linje 2
|  | Unknown BSicon "uSTR+l" | Unknown BSicon "uSTR+r" |

|  | Unknown BSicon "uABZg+l" | Unknown BSicon "uSTRr" |

|  | Urban station on track |

|  | Unknown BSicon "uSKRZ-Ao" |

|  | Urban stop on track |

|  | Urban stop on track |

|  | Urban stop on track |

|  | Urban stop on track |

|  | Urban stop on track |

|  | Unknown BSicon "uABZgl+l" | Unknown BSicon "uCONTfq" |

|  | Urban station on track |

|  | Unknown BSicon "uBUE" |

|  | Urban stop on track |

| Unknown BSicon "uexCONTgq" | Unknown BSicon "ueABZg+r" |  |

|  | Urban stop on track |

| Unknown BSicon "uSTR+l" | Unknown BSicon "uKRZ" | Unknown BSicon "uSTR+r" |

| Unknown BSicon "uSTRl" | Unknown BSicon "uABZg+lr" | Unknown BSicon "uSTRr" |

|  | Urban stop on track |

| Unknown BSicon "uSTR+l" | Unknown BSicon "uABZgr" |  |

| Urban straight track | Urban station on track |  |

| Unknown BSicon "uSTRl" | Unknown BSicon "uABZg+r" |  |

|  | Unknown BSicon "ueABZgl" | Unknown BSicon "uexCONTg+r" |

|  | Unknown BSicon "ueABZgl" | Unknown BSicon "uexCONTfq" |

|  | Unknown BSicon "uhKRZWae" |

|  | Urban station on track |

| Unknown BSicon "uLSTR+l" | Unknown BSicon "uABZgr" |  |

| Planned waterway | Urban stop on track |  |

| Planned waterway | Urban stop on track |  |

| Planned waterway | Urban stop on track |  |

| Planned waterway | Unknown BSicon "ueABZgl" | Unknown BSicon "uexCONTfq" |

| Planned waterway | Unknown BSicon "uABZgl+l" | Unknown BSicon "uKBSTeq" |

| Planned waterway | Urban stop on track |  |

| Unknown BSicon "uBHF-L" | Unknown BSicon "uBHF-R" |  |

| Unknown BSicon "uLSTRl" | Urban straight with junctions to and from right |  |

|  | Unknown BSicon "ueABZgl" | Unknown BSicon "uexLSTR+r" |

| Unknown BSicon "uCONTgq" | Unknown BSicon "uABZgr" | Unknown BSicon "uexLSTR" |

|  | Urban stop on track | Unknown BSicon "uexLSTR" |

| Unknown BSicon "uexCONTgq" | Unknown BSicon "ueABZgr" | Unknown BSicon "uexLSTR" |

|  | Urban stop on track | Unknown BSicon "uexLSTR" |

| Unknown BSicon "uSTR+l" | Unknown BSicon "uABZgr" | Unknown BSicon "uexLSTR" |

| Unknown BSicon "ueBHF(L)g" | Urban straight track | Unknown BSicon "uexLSTR" |

| Unknown BSicon "uPSL" | Urban straight track | Unknown BSicon "uexLHST" |

| Unknown BSicon "ueBHF(L)g" | Urban straight track | Unknown BSicon "uexLSTR" |

| Unknown BSicon "ueBHF(L)g" | Unknown BSicon "ueABZg+l" | Unknown BSicon "uexLSTRr" |

| Unknown BSicon "uSTRl" | Unknown BSicon "uABZgr" |  |

|  | Urban stop on track |

|  | Urban stop on track |

|  | Unknown BSicon "uSKRZ-Ao" |

|  | Urban stop on track |

|  | Urban stop on track |

|  | Urban stop on track |

|  | Unknown BSicon "uABZgl" | Unknown BSicon "uSTR+r" |

|  | Urban station on track | Unknown BSicon "uBHF(L)g" |

|  | Unknown BSicon "uABZgl" | Unknown BSicon "uSTRr" |

|  | Urban stop on track |

|  | Unknown BSicon "ueABZgl" | Unknown BSicon "uexCONTf+r" |

|  | Urban stop on track |

| Unknown BSicon "uSTR+l" | Unknown BSicon "uABZgr" |  |

| Unknown BSicon "uBHF(R)g" | Urban station on track |  |

| Unknown BSicon "uSTRl" | Unknown BSicon "uSTRr" |  |

|  | Unknown BSicon "uSTR+l" | Unknown BSicon "uSTR+r" |

|  | Unknown BSicon "uABZg+l" | Unknown BSicon "uSTRr" |

|  | Urban station on track |

|  | Unknown BSicon "uSKRZ-Ao" |

|  | Urban stop on track |

|  | Urban stop on track |

|  | Urban stop on track |

|  | Urban stop on track |

|  | Urban stop on track |

|  | Unknown BSicon "uABZgl+l" | Unknown BSicon "uCONTfq" |

|  | Urban station on track |

|  | Unknown BSicon "uBUE" |

|  | Urban stop on track |

| Unknown BSicon "uexCONTgq" | Unknown BSicon "ueABZg+r" |  |

|  | Urban stop on track |

| Unknown BSicon "uSTR+l" | Unknown BSicon "uKRZ" | Unknown BSicon "uSTR+r" |

| Unknown BSicon "uSTRl" | Unknown BSicon "uABZg+lr" | Unknown BSicon "uSTRr" |

|  | Urban stop on track |

| Unknown BSicon "uSTR+l" | Unknown BSicon "uABZgr" |  |

| Urban straight track | Urban station on track |  |

| Unknown BSicon "uSTRl" | Unknown BSicon "uABZg+r" |  |

|  | Unknown BSicon "ueABZgl" | Unknown BSicon "uexCONTg+r" |

|  | Unknown BSicon "ueABZgl" | Unknown BSicon "uexCONTfq" |

|  | Unknown BSicon "uhKRZWae" |

|  | Urban station on track |

| Unknown BSicon "uLSTR+l" | Unknown BSicon "uABZgr" |  |

| Planned waterway | Urban stop on track |  |

| Planned waterway | Urban stop on track |  |

| Planned waterway | Urban stop on track |  |

| Planned waterway | Unknown BSicon "ueABZgl" | Unknown BSicon "uexCONTfq" |

| Planned waterway | Unknown BSicon "uABZgl+l" | Unknown BSicon "uKBSTeq" |

| Planned waterway | Urban stop on track |  |

| Unknown BSicon "uBHF-L" | Unknown BSicon "uBHF-R" |  |

| Unknown BSicon "uLSTRl" | Urban straight with junctions to and from right |  |

|  | Unknown BSicon "ueABZgl" | Unknown BSicon "uexLSTR+r" |

| Unknown BSicon "uCONTgq" | Unknown BSicon "uABZgr" | Unknown BSicon "uexLSTR" |

|  | Urban stop on track | Unknown BSicon "uexLSTR" |

| Unknown BSicon "uexCONTgq" | Unknown BSicon "ueABZgr" | Unknown BSicon "uexLSTR" |

|  | Urban stop on track | Unknown BSicon "uexLSTR" |

| Unknown BSicon "uSTR+l" | Unknown BSicon "uABZgr" | Unknown BSicon "uexLSTR" |

| Unknown BSicon "ueBHF(L)g" | Urban straight track | Unknown BSicon "uexLSTR" |

| Unknown BSicon "uPSL" | Urban straight track | Unknown BSicon "uexLHST" |

| Unknown BSicon "ueBHF(L)g" | Urban straight track | Unknown BSicon "uexLSTR" |

| Unknown BSicon "ueBHF(L)g" | Unknown BSicon "ueABZg+l" | Unknown BSicon "uexLSTRr" |

| Unknown BSicon "uSTRl" | Unknown BSicon "uABZgr" |  |

|  | Urban stop on track |

|  | Urban stop on track |

|  | Unknown BSicon "uSKRZ-Ao" |

|  | Urban stop on track |

|  | Urban stop on track |

|  | Urban stop on track |

|  | Unknown BSicon "uABZgl" | Unknown BSicon "uSTR+r" |

|  | Urban station on track | Unknown BSicon "uBHF(L)g" |

|  | Unknown BSicon "uABZgl" | Unknown BSicon "uSTRr" |

|  | Urban stop on track |

|  | Unknown BSicon "ueABZgl" | Unknown BSicon "uexCONTf+r" |

|  | Urban stop on track |

| Unknown BSicon "uSTR+l" | Unknown BSicon "uABZgr" |  |

| Unknown BSicon "uBHF(R)g" | Urban station on track |  |

| Unknown BSicon "uSTRl" | Unknown BSicon "uSTRr" |  |

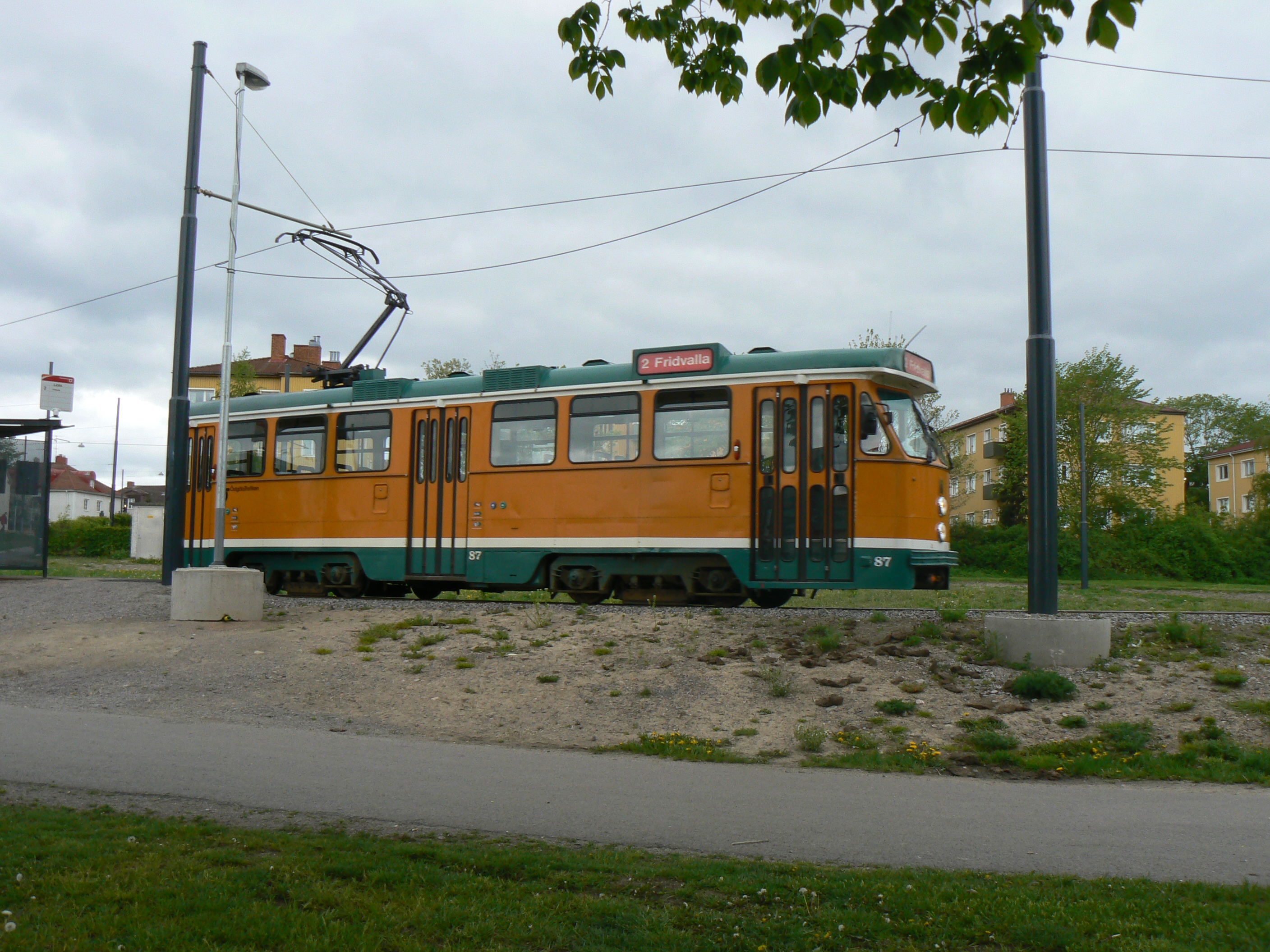
M67K-vagn (nr 87), tillverkad 1966, på linje 2:s tidigare vändslinga vid Ljura

Sträckan Söder Tull - Kvarnberget trafikeras av linje 2. Den första delen anlades redan 1945 och gick från Söder Tull via Nygatan och Hörngatan till Broocmans plan för att därifrån fortsätta i Trozelligatan till Albrektsvägen där linjen (då i vänstertrafik) gick medsolsvarvet runt Klingsbergsparken.
Inte långt efter att linjen öppnats började diskussionerna om en förlängning av linje 2 söderut till det då nya bostadsområdet Hageby. Av olika anledningar kom det att bli så att inget av det flertal förslag som under decenniernas gång lagts om den tänkta linjesträckningen genomfördes. Först i början av 2000-talet kunde ekonomi och politik förenas i ett beslut fattat 2004 om att avsätta 3 miljoner för att projektera den blivande linjen. Den 19 juni 2006 påbörjades - efter närmare 60 års debatt - byggandet av ett nytt spår från korsningen Albrektsvägen/Trozelligatan över Hagebygatan till en tillfällig vändslinga alldeles norr om Albrektsvägen vid Ljura centrum. Sträckningen till Ljura anlades som en första etapp på några hundra meter av den tänkta fortsättningen till Ringdansen. Ändhållplatsen för linje 2 flyttades den 10 september 2006 från Klingsberg till Ljura. Slingan i Klingsberg finns dock kvar och används ibland även av den ordinarie trafiken vid tillfälliga omläggningar.

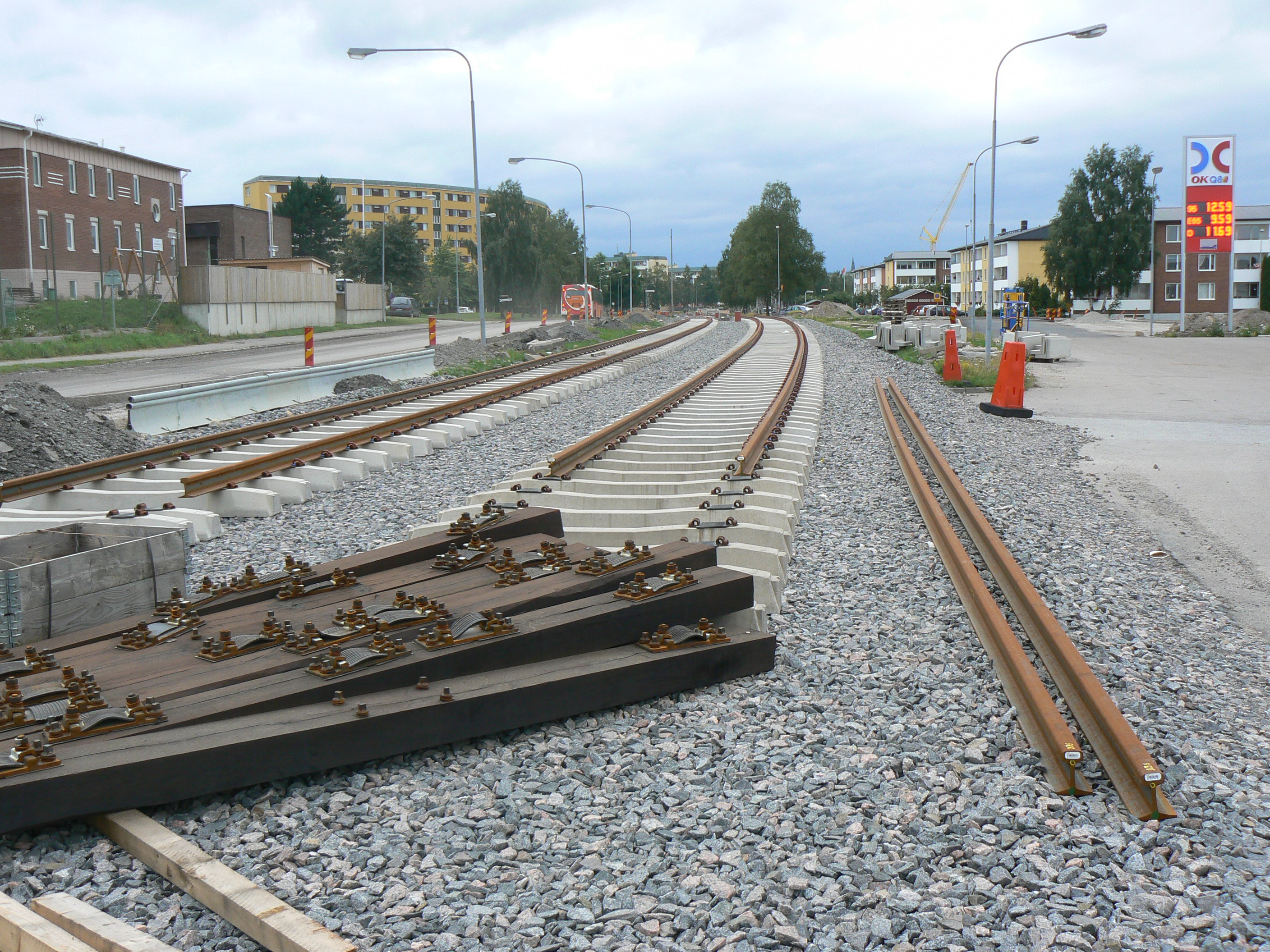
Spårvägsbygget i Hageby i juli 2009

Förlängningen av spårvägen från Ljura till Kvarnberget påbörjades i april 2009 och slutfördes i oktober 2011. Utbyggnaden delades upp i två etapper, varav den första, till Trumpetaregatan, öppnades för trafik den 21 oktober 2010 och den andra, till Ringdansen och Kvarnberget, invigdes ett år senare, den 21 oktober 2011.
Den utbyggda sträckan utgår från Albrektsvägen vid Ljura, fortsätter utmed Ljuragatan, över den nybyggda bron över Söderleden och in i Porten-området på Hagebysidan. Linjen passerar Hageby centrum, varefter den resterande sträckan går linjen utmed Hagebygatan och Navestadgatan fram till Ringdansen och Kvarnberget ytterligare några hundra meter längre söder ut.

#### Schematisk linjekarta
Det råder viss förvirring om vad hållplatserna söder om Albrektsvägen egentligen heter (se Förvirring kring hållplatsnamn). I kartan nedan används de benämningar som återkommer på hållplatsernas realtidsskyltar.

#### Förvirring kring hållplatsnamn
På grund av rena missförstånd mellan Norrköpings kommun och Östgötatrafiken blev namnen på hållplatserna längs den nya sträckan mellan Albrektsvägen och Trumpetaregatan i inledningsskedet fel. Det är Norrköpings kommuns namn på hållplatserna som gäller, och de används nedan som referensnamn. Efter hand har de faktiska förhållandena klarnat, men i skrivande stund kvarstår två hållplatser vars namn inte är entydigt. Det är dessa som räknas upp nedan. De övriga hållplatserna har ett och endast ett namn i samtliga användningar. I de fall hållplatsen har samma namn i en annan användning skrivs ett likhetstecken i tabellen nedan. Annars anges det alternativa namnet.
| Officiellt namn   | Geografisk karta |
| ----------------- | ---------------- |
| Ljura spårvägsbro | Ljura södra      |
| Hyvlaregatan      | Kv. Niten        |

### Linje 3
Se schematisk linjekarta

### Tillfälliga linjer

#### Festivallinjen
| Linje | Sträcka                              |
| ----- | ------------------------------------ |
| 4     | Fridvalla - Resecentrum - Söder Tull |

Under musikfestivalen Bråvalla Festival arrangerades 2015-2017 en tillfällig spårvägslinje, linje 4, under kvällar och nätter. Alla tillgängliga vagnar användes till denna linje vilket gjorde att trafiken till Vidablick, Kvarnberget och Klockaretorpet under tiden ersattes med buss.

### Huvudmän
Huvudman för spårvagnstrafiken i Norrköping är Östgötatrafiken. Vagnarna och infrastrukturen ägs av Norrköpings kommun. Trafikentreprenör är Transdev (före detta Veolia Transport).

## Fordon

### I trafik
- M97, Düwag GT8 ledad med tre delar, varav en låggolvsdel, enriktningsspårvagn. Inköpta begagnade från Dessau i Tyskland, och ombyggda med låggolvsdel.
- M06, Flexity Classic, ledad, med 3 delar, förarplats i båda ändar. Nyinköpta.[7]

### Tidigare vagntyper
- M48/M51, "Norrköpingsmustanger", tvåaxliga enkelriktningsvagnar, sju respektive 18 exemplar.
- M67, ASEA och ASJ, enkelriktningsvagn, fyraxlig boggievagn, 25 exemplar inköpta 1966–1967
- M98, ledad, med 3 delar, 100% låggolv, förarplats i ena änden. Inköpta begagnade från Tyskland. Togs ur trafik 2011-2014.[8][9]
- M11. I början av 2011, i en tid av vagnbrist, fick Norrköping som kompensation för försenade vagnleveranser[10] ta emot sex begagnade spårvagnar modell Tatra T6A2, som var byggda av ČKD Tatra på 1980-talet och som tidigare gått i trafik i Berlin. De första vagnarna av denna modell, som i Norrköping fått beteckningen M11, sattes in i linjetrafiken i början av april. Det uppstod dock problem med elspänningen för dessa vagnar, varvid de togs ur trafik helt i slutet av 2011.

### Norrköpingsvagnar i Stockholm

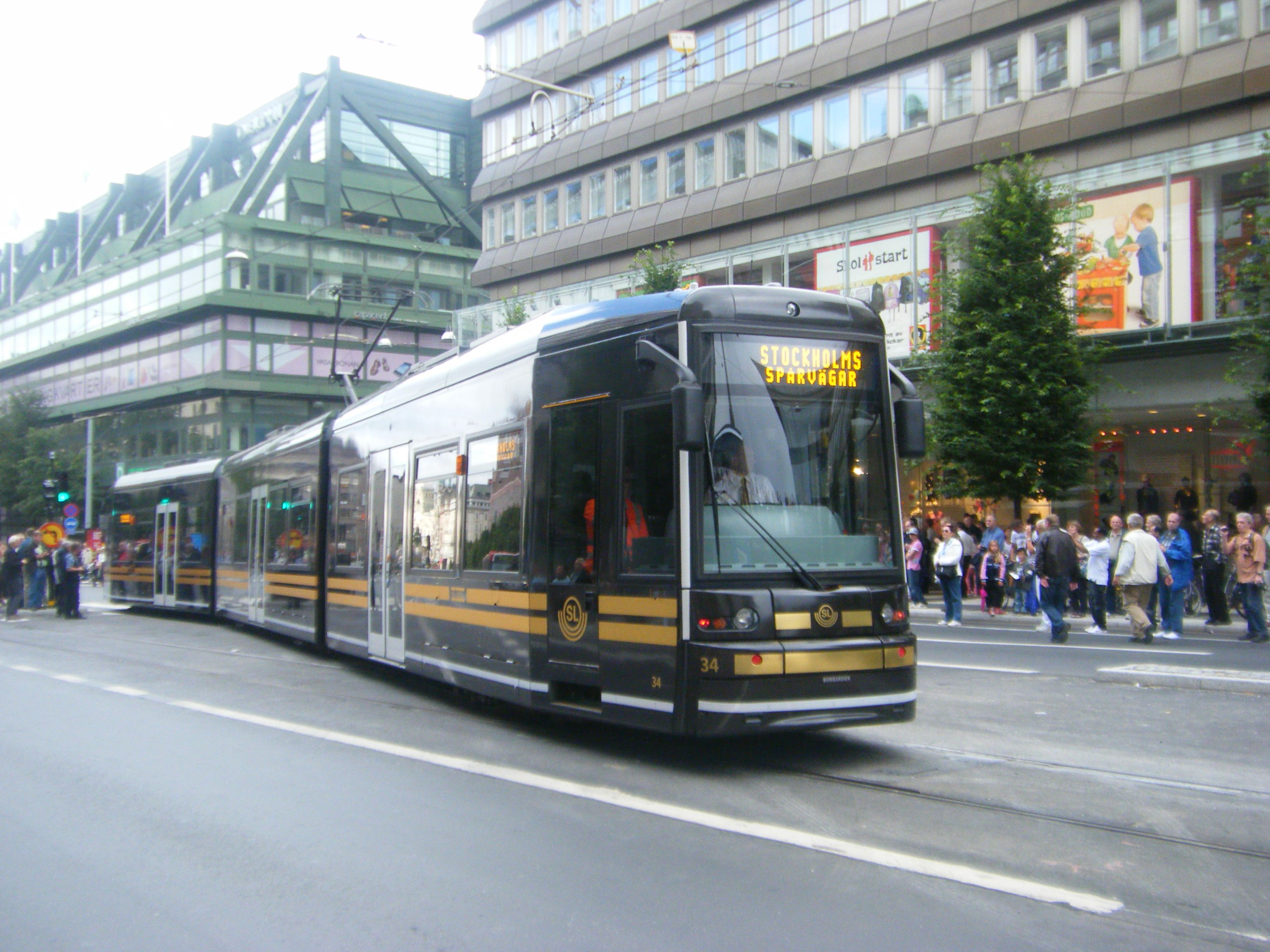
A34N nr. 34 på Hamngatan i Stockholm

Under 2010-2011 fanns tre Norrköpingsvagnar av typ M06 i Stockholm, på Spårväg City, där kallade A34N. Tillsammans med tre vagnar från  Frankfurt am Main (A34F), utgjorde de hela vagnparken där innan Stockholms egna vagnar av samma typ levererades. De A34N som fanns i Stockholm var 33, 34 och 35.

### Tillskott av Stockholmsvagnar
Efter 2020 flyttades systervagnarna A34 1–6 till Norrköping, då de blev ersatta av de nyare CAF-vagnarna. Dessa sätts successivt in i trafik allteftersom de revideras och erhåller nummer 47–52 i Norrköping. Till skillnad från M06 31–46 har dessa vagnar smalare skyltar interiört och destinationsskyltar med ett annat typsnitt exteriört. De har även en extra fällstol där 31–46 förut hade en biljettmaskin. 

## Historik
Från tidigt 1950-tal var spårvägen mer eller mindre konstant nedläggningshotad, något som ändrades först i mitten av 1990-talet.

### Inledning
1902 ingick Norrköpings stad ett avtal med Elektriska AB AEG om anläggande av ett elektricitetsverk och en spårväg till en kostnad av 1,2 miljoner kronor. AEG byggde systemet och de 12 spårvagnarna kom från ASEA. Av dessa 12 vagnar finns en vagn kvar som museivagn, "Gamla Ettan". 
Ända sedan början har spårvagnarna varit gula, en färg som även återfinns på flera byggnader i Norrköping och därför har kallats norrköpingsgult. När Östgötatrafiken i början av 1990-talet ville samordna färgerna på sin trafik genom att ge spårvagnarna en röd färg i bakdelen uppstod något av en folkstorm. Att man samtidigt bytte de grå detaljerna på tak och botten mot grönt reagerade dock ingen på.

### 1904–1926
Spårvägen öppnades för allmän trafik den 10 mars 1904 . Avgiften för resande var då 10 öre för vuxna och 5 öre för barn. Det gick också att köpa 11 polletter för en krona, ett månadskort för tolv kronor eller ett årskort för 120 kronor.
Stadens första spårväg sträcker sig som en åtta på 4 km enkelspår genom stadens gator. Från korsningen Drottninggatan-Trädgårdsgatan vid Rådhuset går linjen österut förbi Nya torget till Skepparegatan, som den följer söderut till Stortorget. Efter att ha färdats på diagonalen kommer vagnarna in på Nygatan strax före Generalsgatan. Resan fram till Drottninggatan följer Nygatans sträckning. Vid Söder Tull svänger vagnarna norrut för att följa Drottninggatan - förbi startpunkten vid Rådhuset - till Centralstationen. Spåren löper parallellt med Norra Promenaden och vid Norr Tull vidare söderut på Kungsgatan och på Bergsbron över Motala ström. Till en början hade linjen sin slutpunkt vid Sankt Persgatan, men redan vid slutet av 1904 förlängdes banan i Kungsgatan upp till Nygatan för att där ta österut till Söder Tull, som blev den nya slutpunkten för linjen. På detta vis begåvades Norrköping med sin första spårvägslinje, en linje som hade den märkliga egenskapen att den på sin färd i Drottninggatan passerade båda sina ändpunkter.
År 1906 byggdes den så kallade Borgslinjen, sträckan från Väster Tull till Kneippbadens station. Samma år byggdes också ett provisoriskt spår till utställningsområdet på Sylten.
Under 1912 flyttades spåren från Skepparegatan till Östra Promenaden för att resenärerna skulle komma närmare Östra station. Härigenom tvingades vagnarna färdas en längre sträcka mellan mötesspåren och hela systemet råkade därmed i ofas. För att råda bot på problemet anlades 1913 och 1914 dubbelspår utmed nästan hela linjen. Men det dröjde ända till 1926 innan de sista korta sträckorna blev dubbelspåriga. Från 1914 ingick spårvägarna i Norrköpings kommunala affärsverk, vilket kom att bestå intill 1980, då spårvägarna blev det självständiga kommunala verket Norrköpings Lokaltrafik.

### 1926–1957
Samma år, 1926 alltså, överges systemet med en enda linje. I stället införs ett system med två linjer:
- Ringlinjen: Söder Tull - Östra station - Rådhuset - Centralstationen - Norr Tull - Kungsgatan - Väster Tull - Söder Tull
- Linje 2: Västra station - Väster Tull - Söder Tull - Drottninggatan - Rådhuset - Centralstationen - Norr Tull - Marielund

Den 10 september 1931 tillkom linje 3:
- Linje 3: Västra station - Väster Tull - Söder Tull - Drottninggatan - Rådhuset - Centralstationen - Norr Tull - Marielund - Östra Eneby

I samband med att sträckan till Klingsberg öppnas 1945 får linje 2 den nya sträckningen Klingsberg - Söder Tull - Drottninggatan - Rådhuset - Centralstationen - Norr Tull - Marielund
Under slutet av 1940-talet byggs linjenätet om på norr. Linje 2 tar över trafiken till Fridvalla (Östra Eneby) från linje 3. Linjerna flyttas till Värmlandsgatan för att Riksvägen (sedermera E4:an) ska korsas i rät vinkel. Efter ett antal tillfälliga linjeomläggningar under ombyggnader stabiliseras nätet i slutet av 1950 när utbyggnaden till Breda Vägen är klar. Från 1950 till 1958 har nu nätet tre linjer:
- Linje 1 (Ringlinjen) Söder Tull - Östra station - Rådhuset - Centralstationen - Norr Tull - Kungsgatan - Väster Tull - Söder Tull
- Linje 2 Klingsberg - Söder Tull - Drottninggatan - Rådhuset - Centralstationen - Norr Tull - Marielund - Haga - Fridvalla
- Linje 3 Västra station - Väster Tull - Söder Tull - Drottninggatan - Rådhuset - Centralstationen - Norr Tull - Haga - Breda Vägen

År 1957 var nästa utbyggnad klar, från Taborsbergsvägen till Smedstuguplan i Haga. Den kom att bli en del av linje 4,som gick via Drottninggatan till Klingsberg. På grund vagnsbrist lades den ner redan 1966, och spåren revs upp 1977.

### 1958 och framåt
År 1958 lades Ringlinjen ned och spåren på Kungsgatan revs upp. Samtidigt omlades linje 3 via Östra Promenaden i stället för Drottninggatan, som ersättning för den östra delen av Ringlinjen. I slutet av sjuttiotalet ändrades linjesträckningarna så att linje 3 gick på Drottninggatan och linje 2 via Östra Promenaden.   
År 1967 köptes 25 vagnar av modell M67 in från ASEA. Flera av dessa vagnar renoverades under 1990-talet och gick i ordinarie trafik till 2012. Under 1975 och 1980 byggdes spår från Folkets Park vidare till det nyanlagda området Klockaretorpet. År 1994 köptes flera spårvagnar som hade gått i trafik i Duisburg, M94, som därefter byggdes om med låggolvsmittdel och fick beteckningen M97. Man har också köpt in låggolvsvagnar, M98 och M06.
2006-2011 byggdes en förlängning av linje 2 från korsningen Albrektsvägen/Trozelligatan till Kvarnberget. Eftersom nämnda korsning ligger strax före (norr om) Klingsberg, innebar öppnandet av förlängningen att den stadsdelens spår (slinga med två hållplatser) förlorade sin linjetrafik.

### Särflyttning av spår

M06 i Vidablick

Norrköpings spårväg byggdes med relativt smalt avstånd mellan spårparen. Detta har senare ställt till problem eftersom man inte kunnat sambeställa vagnar eller lätt köpa begagnade vagnar från andra spårvägar. Med början under mitten av 1990-talet har man därför bit för bit flyttat spåren. I Drottninggatan har en del av dubbelspåret i stället ersatts av slingerspår.

### Historiska linjer

#### Spårvägsnätet 1945
| Linje | Sträcka |
| ----- | --- |
| 1     | Ringlinjen: Norr Tull - Centralstationen - Rådhuset - Östra Promenaden - Östra Station - Söder Tull - Väster Tull - Kungsgatan - Norr Tull.            |
| 2     | Klingsberg - Söder Tull - Drottninggatan - Rådhuset - Centralstationen - Marielund - Bråboplan                                                         |
| 3     | Fridvalla - Snippen - Marielund - Centralstationen - Rådhuset - Drottninggatan - Söder Tull - Väster Tull - Vägträffen - Västra Station - Folkets Park |

#### Kortvarig linje 1957-1966
| Linje | Sträcka                                     |
| ----- | ------------------------------------------- |
| 4     | Klingsberg - Drottninggatan - Smedstuguplan |

#### Tillfällig linje 1998
| Linje | Sträcka                                 |
| ----- | --------------------------------------- |
| 5     | Klingsberg - Drottninggatan - Vidablick |

Under några månader 1998 trafikerades linje 5 mellan Klingsberg och Vidablick över Drottninggatan. Linjen fungerade som provtrafik för den då nya vagn 21 av typen M98. Den ursprungliga tanken var att vagnen skulle gått på linje 3, men då det visade sig att den Norrköpingska spårgeometrin bjöd på allt för tuffa utmaningar för den långa vagnen var det först nödvändigt att bygga om delar av bansträckningen, vilket skedde under sommaren 1998. För att ändå kunna använda vagnen i trafik beslutade man att inrätta en ny linje. Den grafiska profilen för linje 5 var gul bakgrund med svart text.

## Framtida projekt
Norrköpings stadsbyggnadskontor har tagit fram ett informationsmaterial där möjliga framtida linjer ritats in.

### Ljuralänken
För att göra trafiken till Kvarnberget snabbare utreder kommunen en ny dragning från Söder Tull till Ljura Centrum via Kristinaplatsen. Projektet går under namnet Ljuralänken. Under hösten 2017 pågick detaljplanearbetet för detta arbete. I januari 2020 stoppades planeringsarbetet med hänvisning till kommunens dåliga ekonomi.

### Kungsgatan
|  | Urban straight track |

|  | Urban station on track |

| Urban transverse track | Unknown BSicon "uxABZgr" |  |

|  | Unknown BSicon "uexHST" |

|  | Unknown BSicon "uexHST" |

|  | Unknown BSicon "uexhKRZWae" |

|  | Unknown BSicon "uexHST" |

| Urban transverse track | Unknown BSicon "uxABZg+r" |  |

|  | Urban station on track |

|  | Urban straight track |

|  | Urban straight track |

|  | Urban station on track |

| Urban transverse track | Unknown BSicon "uxABZgr" |  |

|  | Unknown BSicon "uexHST" |

|  | Unknown BSicon "uexHST" |

|  | Unknown BSicon "uexhKRZWae" |

|  | Unknown BSicon "uexHST" |

| Urban transverse track | Unknown BSicon "uxABZg+r" |  |

|  | Urban station on track |

|  | Urban straight track |

Kungsgatan intar en särställning bland satsningarna. Sträckan är ganska kort, ca 1 km, och här har spårväg gått tidigare, mellan 1904 och 1958. I takt med att gatans betydelse ökat har intresset för att återinföra spårvägen blivit allt starkare. Förutom att förse en institutionstät och tätbefolkad del av innerstaden med modern spårvägstrafik skapar länken en genväg mellan Väster Tull och Norr Tull, och därigenom skapas också en andra passage över Motala ström samt en tredje körväg genom innerstaden.

### Ektorp/Vilbergen
|  | Urban straight track |

|  | Urban straight track |

| Urban transverse track | Urban straight with junctions to and from right |  |

|  | Urban station on track |

| Urban transverse track | Unknown BSicon "uABZgr" |  |

|  | Urban stop on track |

|  | Unknown BSicon "uxABZgl" | Urban transverse track |

|  | Unknown BSicon "uexHST" |

|  | Unknown BSicon "uexHST" |

|  | Unknown BSicon "uexHST" |

|  | Unknown BSicon "uexHST" |

|  | Unknown BSicon "uexHST" |

|  | Unknown BSicon "uexSKRZ-Ao" |

|  | Unknown BSicon "uexHST" |

|  | Unknown BSicon "uexHST" |

|  | Unknown BSicon "uexHST" |

|  | Unknown BSicon "uexBHF" |

| Unknown BSicon "uexSTR+l" | Unknown BSicon "uexABZgr" |  |

| Unknown BSicon "uexSTRl" | Unknown BSicon "uexSTRr" |  |

|  | Urban straight track |

|  | Urban straight track |

| Urban transverse track | Urban straight with junctions to and from right |  |

|  | Urban station on track |

| Urban transverse track | Unknown BSicon "uABZgr" |  |

|  | Urban stop on track |

|  | Unknown BSicon "uxABZgl" | Urban transverse track |

|  | Unknown BSicon "uexHST" |

|  | Unknown BSicon "uexHST" |

|  | Unknown BSicon "uexHST" |

|  | Unknown BSicon "uexHST" |

|  | Unknown BSicon "uexHST" |

|  | Unknown BSicon "uexSKRZ-Ao" |

|  | Unknown BSicon "uexHST" |

|  | Unknown BSicon "uexHST" |

|  | Unknown BSicon "uexHST" |

|  | Unknown BSicon "uexBHF" |

| Unknown BSicon "uexSTR+l" | Unknown BSicon "uexABZgr" |  |

| Unknown BSicon "uexSTRl" | Unknown BSicon "uexSTRr" |  |

Det finns fler sträckor med spårvägsreservat inlagda i stadsplanen. Det gäller linjen till Ektorp/Vilbergen, som varit uppe för diskussion ända sedan 1960-talet. Denna utbyggnad tycks dock ligga en bit in i framtiden. Linjen tänks ansluta till befintliga linje 2 vid Broocmans plan för att sedan fortsätta väster ut i Gamla Övägen ungefär till Kaffebacken. Där tar linjen av åt norr till Ektorp centrum, och fortsätter på egen banvall på en bro över Söderleden och vidare in i Vilbergen, förbi stadsdelens centrum, för att komma ut vid Vilbergsgatan ungefär mittemellan Pinnmogatan och Gråbergsgatan, och så avslutningsvis det sista hundratalet metrarna till Vrinnevisjukhuset.
Linjen till Ektorp/Vilbergen har aldrig konkretiserats på samma vis som linjen till Ringdansen, så det finns ett antal alternativa sträckningar som varit uppe för diskussion. En påtagligt kortare körväg än den ursprungligt föreslagna via Broocmans plan erbjuder en anslutning ungefär vid Humpgatan, förbi Idrottsparken till Ektorps centrum. Med denna lösning skulle man dels uppnå en bättre täckning av Ektorps tätbebyggda områden, dels få en snabb anslutning till innerstadens västra delar, med Skvallertorget som mittpunkt.
I linjens södra ände finns möjlighet att förlänga linjen till ett planerat nytt bostadsområde söder om Vrinnevisjukhuset. 
I januari 2020 stoppades planeringsarbetet med hänvisning till kommunens dåliga ekonomi.

### Söderköping
Norrköpings kommun och Söderköpings kommun tog 2011 tillsammans fram en idéstudie om en förlängning av spårvägen från Norrköping till Söderköping.
Banan förlängs från hållplats Atriumhusen mellan Hageby och Ringdansen, korsar E22:an och trafikerar det nya bostadsområdet Brånnestad i Norrköping. Därifrån följer banan ungefär dagens E22, understundom på enkelspår, med fyra till fem hållplatser utmed vägen. Söderköping ansluts i det nya bostadsområdet Mariehov strax norr om Göta kanal och därefter vidare in i de centrala delarna av Söderköping. Idéstudien redovisar en översiktlig karta över sträckningen.
Kostnaden för utbyggnaden beräknas bli 590 miljoner kronor, exklusive ytterligare 90 miljoner i så kallat reservkapital. Banans uppläggning möjliggör 10-minuterstrafik, vilket bör räcka till för den beräknade efterfrågan på inledningsvis 375 personer i maxtimmen.

### Duospårvagnar till Linköping
I regionens planer för duospårvagnstrafik[källa behövs] finns möjlighet att ansluta spårvägssystemet till järnvägen vid Bråvalla, Vidablick, centralstationen, Fiskeby och Himmelstalund. Norrköpings spårvägar kan i så fall kopplas samman med ett eventuellt spårvägsnät i Linköping. För det måste förutom ett spårvägsnät i Linköping, även Ostlänken byggas, annars finns inte kapacitet för fler lokala tåg på järnvägen.

### Övriga utbyggnader
Stadskontoret tog 2010 upp andra möjliga satsningar på spårvägen (vid sidan av Kungsgatan och linjen till Vrinnevisjukhuset). Projekten räknas upp utan inbördes prioritering och redovisas därför här i ordningen nordväst, norr, nordost, väst, ost, sydväst, syd och sydost.
- [nordväst] En helt ny linje anläggs från Matteusskolan i Norra Promenaden, förbi Beckershov, Smedstuguplan, Pryssgården, Fiskeby, Bråvalla och Bråvalla Strand till Svärtinge.
- [norr] Norrut från Resecentrum dras spår genom Butängen förbi Bollspelaren och norra Butängen till Ingelsta.
- [nordost] När Ostlänken är byggd, kan spårvägen förlängas från Vidablick, korsa nuvarande järnväg och gå ner till Ingelsta
- [ost] Från Resecentrum österut i Norra Promenaden går en linje till Östra Saltängen.
- [väst] Spårvägstrafiken i Kungsgatan återinförs.
- [ost] Från Djäkneparksskolan byggs en linje i Lindövägen via Oxelbergen, Risängen, Berga, Lindö, Abborreberg och Marby till Unnerstad.
- [sydväst] I samband med ny bebyggelse i södra Himmelstalund utförs en linje från Folkets park via ny bebyggelse mellan Kneippen och Klockaretorpet och Himmelstalundshallen/Stadium Arena till södra Himmelstalund.
- [syd] Från Väster Tull dras via Såpkullen, Ektorp och Vilbergen linjen till Vrinnevisjukhuset. Denna förlängs till Södra Vrinnevi i samband med nybyggnation där.
- [syd] Ett snabbspår från Ljura via Vasaparken/Hagebygatan till Söder Tull anläggs. Se Ljuralänken.
- [syd] En linje till Ensjön upprättas från Kvarnberget.
- [syd] Från Atriumhusen dras en ny linje via Brånnestad, Kummelby, Tingstad och Mariehov till Söderköping.